# 肿瘤学
肿瘤学（英語：Oncology）是一种研究肿瘤（尤其是恶性肿瘤）的病因、预防、诊断、治疗以及基础研究的综合性、独立性医学二级学科。
提高肿瘤患者生存率的方法主要包括以下三方面:
1. 预防 - 主要包括减少与烟、酒等肿瘤风险因素的接触。[1]
2. 早期诊断 - 对常见癌症的筛查[2]以及进行综合诊断、分期
3. 治疗 - 综合治疗[3]通过肿瘤专家组讨论，或在综合型癌症中心接受治疗[4]

对癌症的治疗通常需要跨学科的会诊。医学肿瘤学家，外科肿瘤学家，放射肿瘤学家，病理学家，放射科医师和器官特异性肿瘤学家应该在会诊中对于癌症病人的病情进行探讨，并根据病人的身体、心理、情绪、经济、社会关系等多方面因素制定最适宜的治疗方案。同时，由于肿瘤的治疗方案时常会改进，肿瘤学家们应及时跟进肿瘤学的最新动态。对于病情恶化的患者，或者标准疗法不适用的患者，如果符合标准，应该进行临床试验。

## 风险因素
烟
吸烟是最容易致癌或致死的因素。吸烟增加患有肺癌、喉癌、口腔癌、食道癌、咽喉癌、膀胱癌、肾癌、肝癌、胃癌、胰腺癌、结肠癌、直肠癌、子宫颈癌和急性骨髓性白血病癌症风险。无烟烟草（例如鼻烟或嚼菸）亦增加口腔癌、食道癌和胰腺癌的患病风险。
酒
它會增加您患口腔癌、喉癌、食道癌、肝癌和乳腺癌的風險。對於那些飲酒和吸煙的人，患癌症的風險要高得多。
肥胖
肥胖的人患乳腺癌、結腸癌、直腸癌、子宮內膜癌、食道癌、腎癌、胰腺癌和膽囊癌的風險增加。
年龄
高齡是許多癌症的危險因素。癌症診斷的中位年齡為66歲。

## 肿瘤的分类
- 神经系统肿瘤
- 耳鼻喉部肿瘤
- 消化系统肿瘤
- 乳腺肿瘤
- 胸部肿瘤
- 皮肤及附件肿瘤
- 泌尿、生殖系统肿瘤
- 循环系统肿瘤
- 血液腫瘤（包括白血病、淋巴瘤等）
- 骨与软组织肿瘤
- 小儿肿瘤

## 肿瘤的治疗
- 放射治疗
- 化学治疗
- 外科手术治疗
- 免疫疗法
- 標靶治療
- 另類治療
- 抗腫瘤藥

## 相关学科
- 病理学
- 生理学
- 病理生理学
- 外科学
- 内科学
- 急诊医学
- 核医学
- 流行病学
- 药理学

## 参看
- 致癌物質
- 化学治疗药物列表（英语：List_of_antineoplastic_agents）
- 癌症列表
- 美國癌症研究期刊（英语：American Journal of Cancer Research）

## 外部連結
- 国际抗癌联盟(UICC) （页面存档备份，存于）
- MEDLINE Plus （页面存档备份，存于）
- 默沙东手册
- 默克医学在线 （页面存档备份，存于）